# Jocelyn Castillo
Jocelyn Castillo Suárez (Barquisimeto, Venezuela, 20 de mayo de 1991) es una clavadista venezolana. En los Juegos Olímpicos de Londres 2012 compitió en el evento de trampolín 3 metros femenino.